# Paranthropus
Paranthropus is een geslacht van rechtoplopende uitgestorven mensachtigen.
De soorten die hiertoe gerekend worden, werden vroeger in het geslacht Australopithecus ondergebracht. Paranthropus onderscheidt zich van Australopithecus door onder andere een robuuster skelet en een schedelkam die diende voor de aanhechting van de sterke kauwspieren. Een mannelijke Paranthropus kon zo'n 1,30 à 1,40 meter groot worden. Ze hadden kleine hersenen (ca. 519 cc.) en een plat gezicht.
Het geslacht is waarschijnlijk ontstaan uit de fijner gebouwde Australopithecus. Paranthropus legde zich steeds meer toe op de consumptie van plantaardig voedsel waar flink op gekauwd moest worden en sloeg daarmee een andere weg in dan de voorlopers van de moderne mens.
Paranthropus leefde in het zuiden en het oosten van Afrika tijdens het Vroeg Pleistoceen, van ongeveer 2,5 tot 1 miljoen jaar geleden.

## Naam
Paranthropus betekent 'naast de mens'.

## Taxonomie
- Geslacht Paranthropus †
  - Soort Paranthropus aethiopicus †
  - Soort Paranthropus boisei †
  -  Soort Paranthropus robustus †

| Voorlopers en oude verwanten van de mens | Voorlopers en oude verwanten van de mens | Voorlopers en oude verwanten van de mens |
| Fossiel voorkomen                        | Geslacht                                 | Soorten |
| ---------------------------------------- | ---------------------------------------- | --- |
| 7 - 4,4 Ma                               | Sahelanthropus                           | Sahelanthropus tchadensis |
| 7 - 4,4 Ma                               | Orrorin                                  | Orrorin tugenensis |
| 7 - 4,4 Ma                               | Ardipithecus                             | Ardipithecus ramidus · Ardipithecus kadabba |
| 4,3 - 2 Ma                               | Australopithecus                         | A. anamensis · A. afarensis · A. bahrelghazali · A. africanus · A. garhi · A. sediba |
| 3,5 Ma                                   | Kenyanthropus                            | Kenyanthropus platyops |
| 2,5 - 1 Ma                               | Paranthropus                             | P. aethiopicus · P. boisei · P. robustus |
| tot heden                                | Homo                                     | H. antecessor · H. cepranensis · H. denisova · Homo erectus (Javamens · Pekingmens) · H. ergaster · H. floresiensis · H. gautengensis · H. georgicus · H. habilis · H. heidelbergensis · H. helmei · H. neanderthalensis · H. rhodesiensis · H. rudolfensis · Homo sapiens (H. s. idaltu · Cro-magnonmens · Red Deer Cave-mensen) |

## Fotogalerij

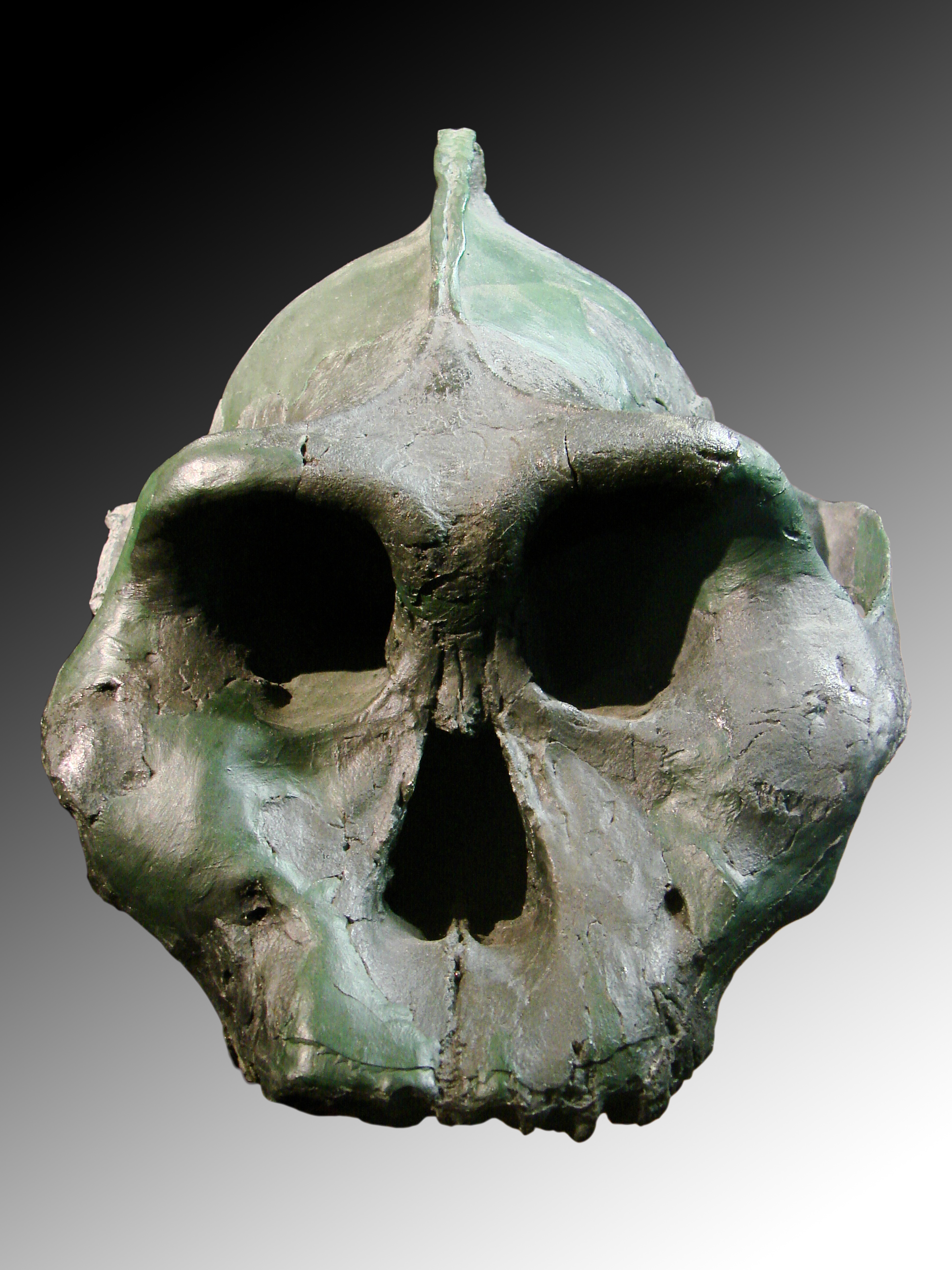
Schedel van Paranthropus aethiopicus
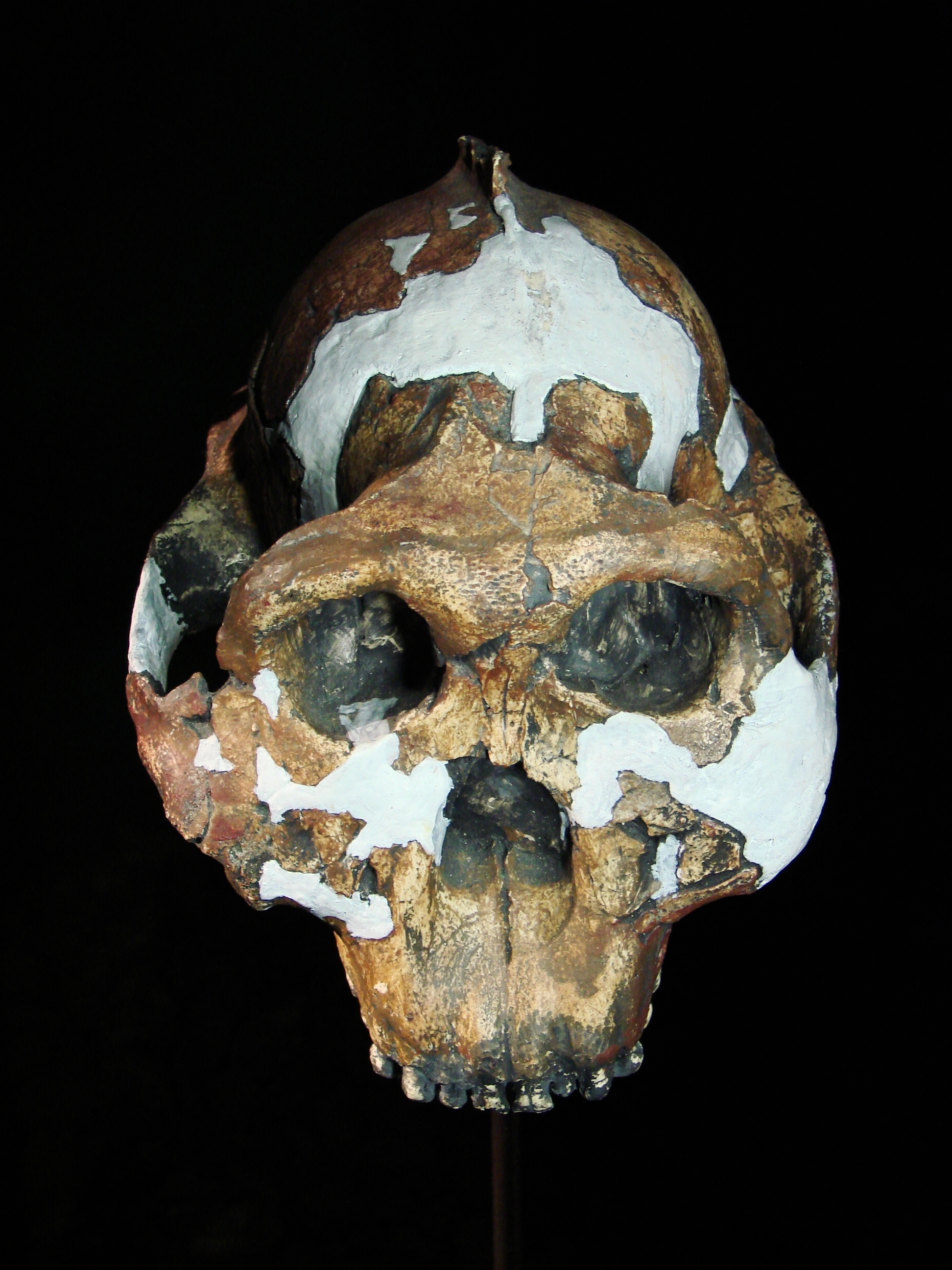
Schedel van Paranthropus boisei
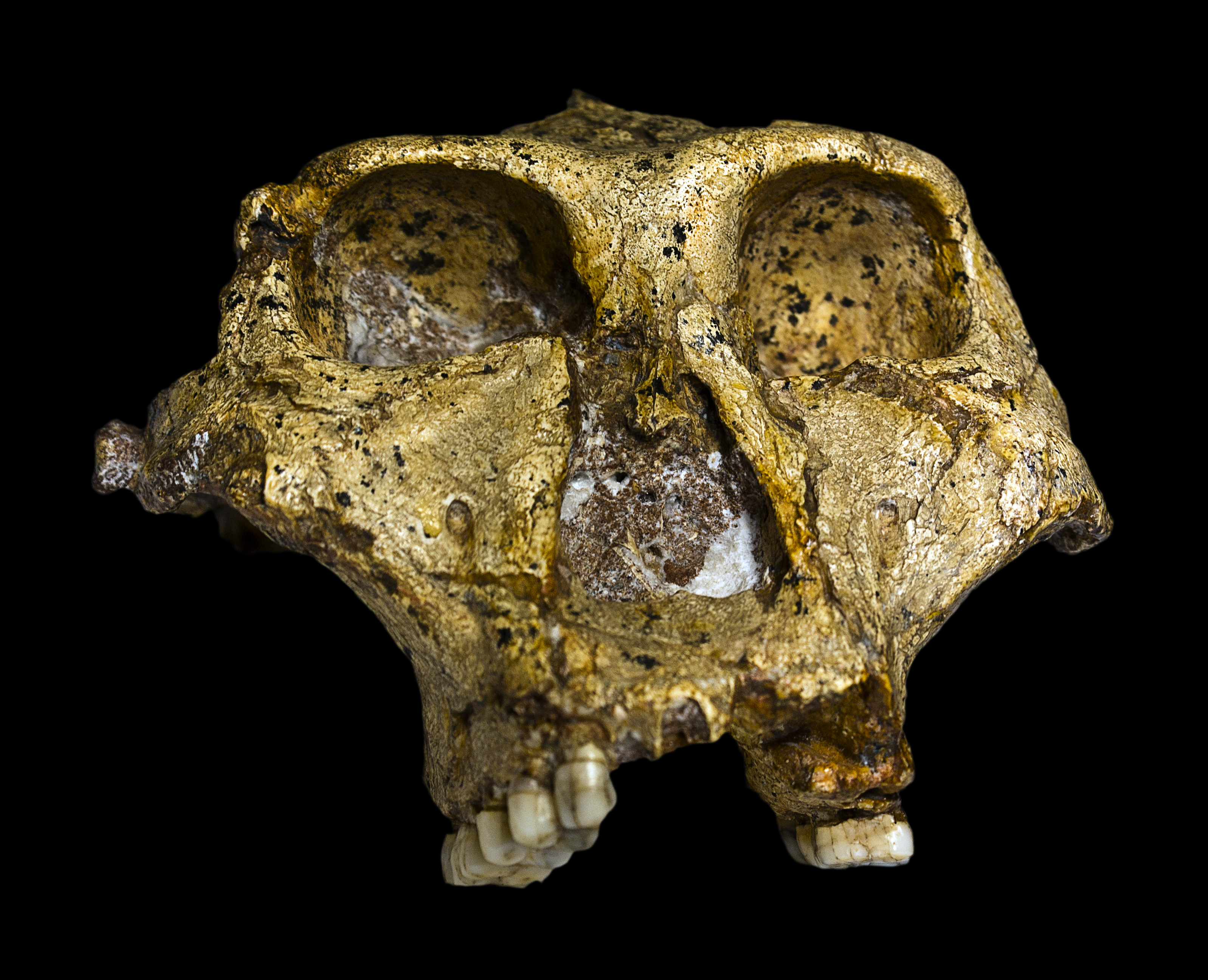
Schedel van Paranthropus robustus
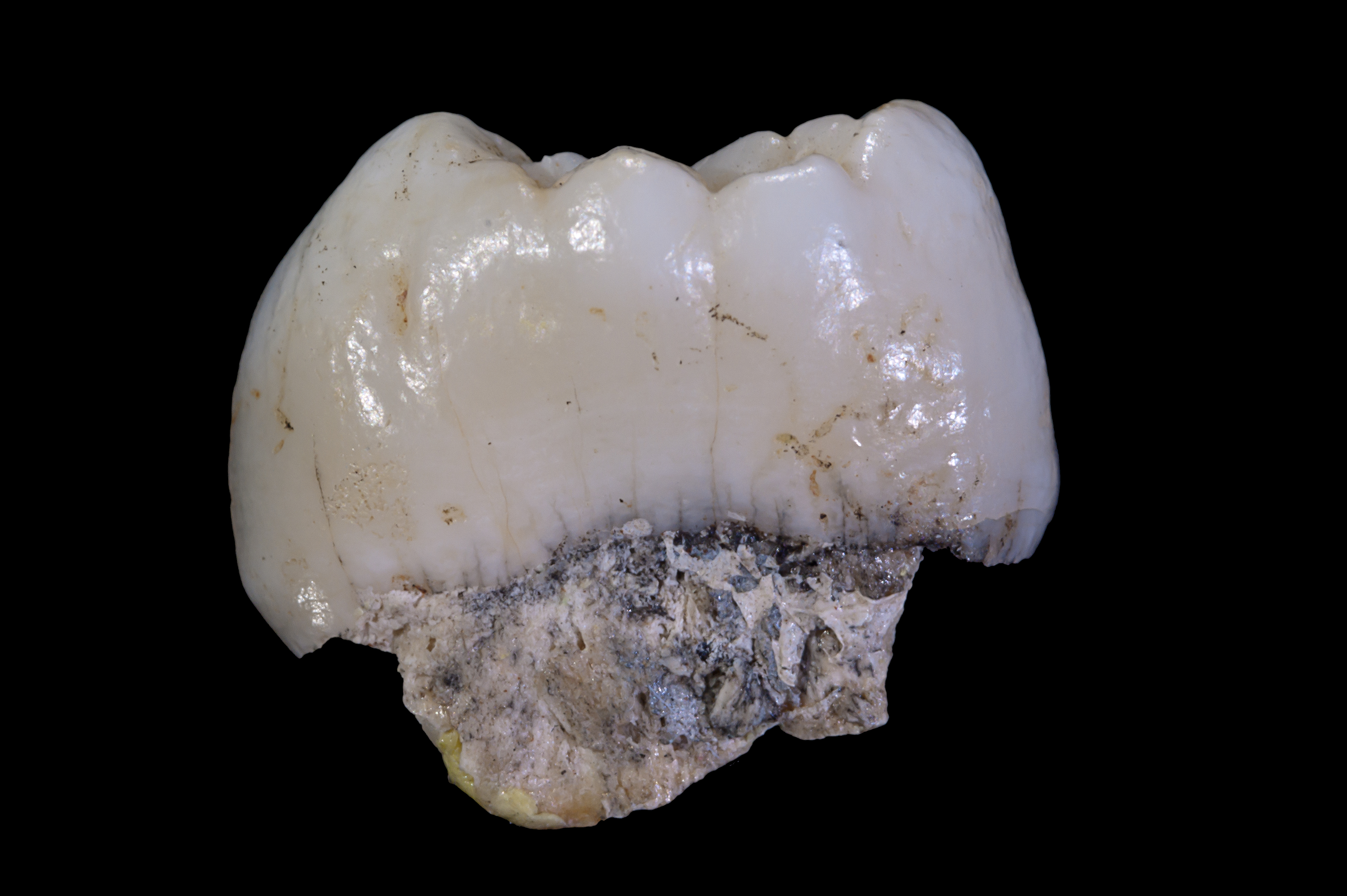
Tand van Paranthropus robustus